# Renaissance de la harpe celtique
Renaissance de la harpe celtique è un album del musicista bretone Alan Stivell pubblicato nel 1971 per l'etichetta Fontana. Nei paesi anglosassoni è uscito con il titolo anglicizzato in Renaissance of the Celtic Harp e con una copertina diversa dalla pubblicazione originale francofona.
È stato il disco che ha reso celebre l'artista creando un caso musicale e che ha contribuito alla diffusione, nel mondo, della conoscenza dell'arpa celtica.
Ricevette il premio dall'Académie Charles-Cros.

## Il disco
Secondo capitolo della discografia ufficiale dell'arpista bretone sotto il nome Alan Stivell, il disco prosegue il lavoro di rinascita della musica per arpa celtica e dello strumento stesso, da cui il nome dello stesso lavoro discografico, producendo un album totalmente strumentale. Il primo lato è incentrato sulla cultura bretone (Ys, ispirata all'omonima leggenda bretone, Marv Pontkalleg, Eliz Iza) e gallese (Extraits du Manuscripts Gallois: Ap Huw et Penllyn), mentre il secondo è interamente occupato da un medley di melodie e danze tradizionali gaeliche, Gaeltacht (nome con il quale vengono denominate le riserve linguistiche dove viene parlato esclusivamente il gaelico), sviluppatosi dal brano Suite Irlandaise del precedente Reflets, di cui il medley risulta la naturale evoluzione. A partire dai concerti del 1972 il medley riprenderà il nome di Suite Irlandaise e ridotto alle sezioni Caitlin Triall, Port Ui Mhuirgheasa e Port An Deorai, con l'aggiunta del brano strumentale tradizionale irlandese King of the Fairies.

## Tracce

### Lato A[3]
1. Ys (tradizionale bretone, arrangiamento di Alan Stivell) - 8:55
2. Marv Pontkalleg (tradizionale bretone, arrangiamento di Denise Mègevand) - 3:37
3. Extraits du Manuscript Gallois: Ap Huw et Penllyn (tradizionale gallese) - 3:00
4. Eliz Iza (tradizionale) - 3:03

### Lato B
1. Gaeltacht (medley) - 18:53 [4]
  - Caitlin Triall (melodia tradizionale irlandese) 0:58
  - Port Ui Mhuirgheasa (giga tradizionale irlandese) 1:41
  - Airde Cuan (melodia tradizionale irlandese) 1:38
  - Na Reubairrean (melodia tradizionale scozzese) 0:40
  - Mélodie Manxoise (melodia tradizionale dell'Isola di Man) 0:35
  - Heman Dubh (canto di lavoro tradizionale delle isole Ebridi) 2:13
  - Gaelic Waltz (valzer tradizionale scozzese) 2:43
  - Struan Robertson (Strathspey) (danza strathspey tradizionale scozzese) 0:53
  - The Little Cascade (reel tradizionale scozzese) 1:15
  - Braigh Loch Lall (melodia tradizionale scozzese) 3:20
  - Port An Deorai (suite di slip-jigs tradizionali irlandesi) 2:55

## Musicisti
- Alan Stivell - arpa celtica, flauto irlandese, cornamusa scozzese, bombarda
- Dan Ar Braz - chitarra elettrica e acustica
- Gilles Tinayjre - organo
- Mig Ar Biz - bombarda
- Alan Kloatr - bombarda
- Jean Huchot - violoncello
- Henri Delagarde - violoncello
- Manuel Recasens - violoncello
- Stéphane Weiner - viola
- Gabriel Beauvais - viola
- Paul Hadjaje - viola
- Pierre Cheval - viola
- Gérard Levavsseur - basso
- Gérard Salkowsky - basso
- Jean-Marc Dollez - contrabbasso
- Guy Cascales - batteria
- Yann-Fanch Ar Merdy - batteria scozzese
- Michel Delaporte - percussioni, tabla